# Arcturus pawneeanus
Arcturus pawneeanus is een pissebed uit de familie Arcturidae. De wetenschappelijke naam van de soort is voor het eerst geldig gepubliceerd in 1927 door Boone.